# ايدي غيفن
ايدي غيفن (بالإنجليزية: Eddie Gaven)‏ (25 أكتوبر 1986 في الولايات المتحدة - ) هو لاعب كرة قدم أمريكي في مركز الوسط. شارك مع منتخب الولايات المتحدة تحت 17 سنة لكرة القدم ومنتخب الولايات المتحدة تحت 20 سنة لكرة القدم ومنتخب الولايات المتحدة تحت 23 سنة لكرة القدم ومنتخب الولايات المتحدة لكرة القدم. أما مع النوادي، فقد لعب مع كولومبوس كرو ونيويورك ريد بولز.

## وصلات خارجية
- ايدي غيفن على موقع الدوري الأمريكي (الإنجليزية)
- ايدي غيفن على موقع قاعدة بيانات كرة القدم.إي يو (الإنجليزية)
- ايدي غيفن على موقع ناشيونال فوتبول تيمز (الإنجليزية)